# Eduardo de Pedro
Eduardo Enrique de Pedro (* 11. listopadu 1976 Mercedes) je argentinský politik a právník. V letech 2019 až 2023 působil jako ministr vnitra v kabinetu prezidenta Alberto Fernándeze.

## Život
Narodil se v roce 1976 ve městě Mercedes. Jeho otec Eduardo Osvaldo de Pedro, který byl členem radikální levicové organizace Montoneros, byl zabit po nástupu vojenské diktatury prezidenta Jorge Rafaela Videla v roce 1977. Jeho matka byla státními orgány unesena během těhotenství. Eduardo de Pedro vystudoval práva na Univerzitě v Buenos Aires.

## Politická kariéra
V roce 2004 vstoupil do politiky ve strukturách vedení města Buenos Aires. V roce 2006 v rámci Justicialistické strany spoluzaložil mládežnickou organizaci La Cámpora. Po znárodnění argentinských aeroliní Aerolíneas Argentinas v roce 2009 byl jmenován do jejich správní rady. V roce 2011 byl poprvé zvolen poslancem. V roce 2015 působil jako generální sekretář argentinské prezidentky Cristiny Fernández de Kirchner. V letech 2019 až 2023 působil ve funkci ministra vnitra ve vládě prezidenta Alberto Fernándeze.